# Сухорє
Сухорє (словен. Suhorje) — поселення в общині Півка, Регіон Нотрансько-крашка, Словенія. Висота над рівнем моря: 516,7 м.